# Battipenna
Il battipenna è un elemento di plastica o di materiale laminato presente sulla tavola di molte chitarre acustiche a corde metalliche e chitarre elettriche per evitare che il plettro consumi o deteriori il legno dello strumento che viene a contatto con esso. Non è normalmente usato sulle chitarre classiche a corde di nylon, in quanto queste sono di solito suonate con le dita e non col plettro.
Sulle chitarre acustiche a tavola piatta è normalmente incollato alla tavola e ha talvolta funzione decorativa. 
Sulle chitarre archtop, elettriche semiacustiche e in generale sulle elettriche con tavola bombata, come la maggior parte dei modelli Gibson, che hanno i circuiti nel vano posteriore oppure accessibili attraverso le buche a effe, il battipenna è rialzato e avvitato alla tavola e perciò rimovibile. Su certi modelli di archtop elettriche il battipenna serve anche da supporto per i pickup floating, che vengono così montati senza bisogno di creare scassi nella tavola armonica.
Sulle chitarre elettriche in cui i circuiti si trovano sotto la tavola nella parte anteriore, come nella maggior parte dei modelli Fender, il battipenna è più ampio e ha anche la funzione di "coperchio" per la circuiteria, sulla quale diventa così facile agire per riparazioni o modifiche, una volta rimosso il battipenna. In particolare sulla Fender Stratocaster il battipenna copre tutti e tre i pickup, il selettore e i potenziometri.